# CAM Tango
Il CAM Tango è un modello di autobus italiano prodotto dal 2001 al 2003 dalla Carrozzeria Autodromo Modena (CAM).

## Storia e Progetto
Alla fine degli anni '90, la gamma proposta dalla Carrozzeria Autodromo di Modena era composta da tre modelli: il Pollicino (minibus furgonato da 6m), l'Alè (autobus piccolo da 8 m) e il Busotto (autobus grande da 12 m e 18 m), che di fatto lasciavano scoperta la fascia di mercato degli autobus "medi", ossia lunghi tra i 9 e i 11 metri.
Così agli inizi del nuovo secolo, viene elaborato un nuovo progetto di autobus che andasse a riempire quel buco consistente che era presente nel mercato di allora, coinvolgendo come già fatto in precedenza la MAN (Autodromo collaborava per la produzione e la rivendita in italia di modelli del noto costruttore tedesco), che autorizzò l'utilizzo di un telaio che riprendesse il MAN NM223, che rispondeva perfettamente alle esigenze ricercate, per realizzare il Tango, immesso in commercio nel corso del 2001 e rimasto in produzione fino alla fine del 2003.
Oltre al telaio, la MAN ha fornito per la produzione anche componenti elettriche e meccaniche. La postazione di guida e l'arredamento interno riprendono anche se in maniera leggermente diversa lo stile del costruttore tedesco usato in quel periodo.
Il Tango, a differenza dei modelli concorrenti di pari misura, si rende molto versatile da essere utilizzato senza problemi anche su percorsi molto affollati e impegnativi, caratteristica vincente (ma sottovalutata dalle aziende in quel periodo) è quella di aver realizzato per la prima e unica volta un autobus inferiore ai 10 m di lunghezza ma che presenta tre porte rototraslanti e doppie di grandezza tipo standard.
È stato l'ultimo modello prodotto e realizzato dalla Carrozzeria Modenese prima della sua chiusura all'inizio del 2004.

## Tecnica
Come già accennato, il Tango adotta telaio e meccanica MAN. Il motore è il 6 cilindri in linea MAN D0836 LOH02 da 6870 cm³, erogante 220 o 280 CV (in base alla versione) e posto in posizione posteriore, disassato sul lato sinistro del mezzo per consentire la realizzazione della porta posteriore e relativa piattaforma, producendo senza problemi uno spazio largo e agile all'interno del mezzo.
Il Tango è stato commercializzato con due tipologie di cambio: il Voith Diwa 851.3 oppure un ZF 4HP 502C.
È stato prodotto nella sola alimentazione a gasolio e in due taglie, da 9,7 e da 10,4 metri, entrambe con larghezza pari a 2,35 metri. 
Ciò consente alla versione "lunga" di avere una certa agilità rispetto ai modelli concorrenti, essendo più stretta di circa 15 centimetri. Esteticamente riprende gli stilemi del più piccolo Alè e della versione rinnovata del Busotto.
Il Tango è conforme agli standard antinquinamento di tipo Euro 3.

## Versioni
Ecco un riepilogo delle versioni prodotte. A richiesta potevano essere montati un impianto di aria condizionata per i passeggeri, scelta tra finestrini di tipologia "a scorrimento" oppure "Vasistas", pedana per l'accesso di persone normodotate.

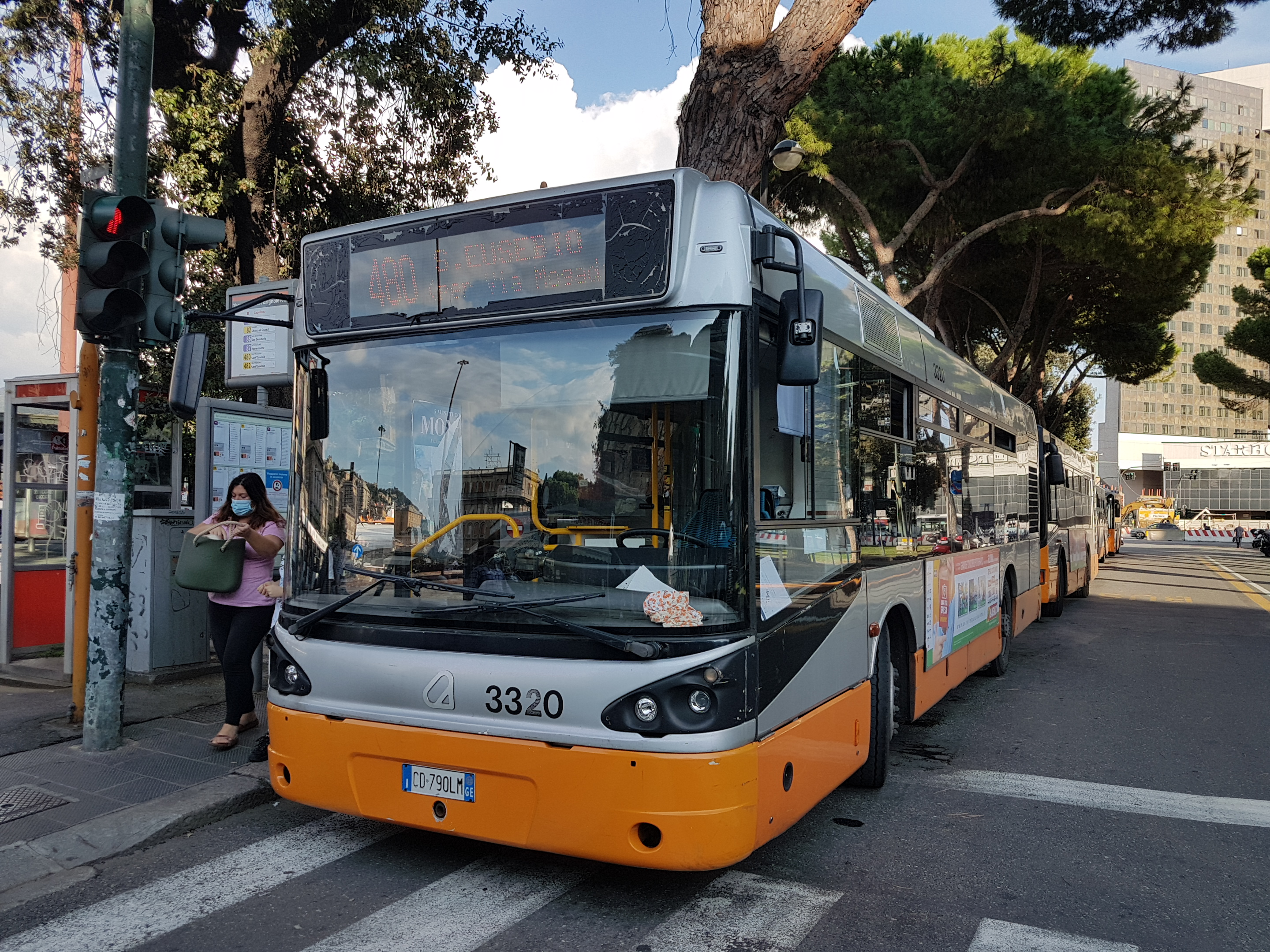
CAM Tango in servizio a Genova

### CAM Tango 9.7 (TGM)
- Lunghezza: 9,7 metri
- Allestimento: urbano
- Alimentazione: gasolio
- Posti: 78 (13 seduti, 64 in piedi, 1 di servizio)

### CAM Tango 10.4 (TGL)
- Lunghezza: 10,4 metri
- Allestimento: urbano
- Alimentazione: gasolio
- Posti: 84 (15 seduti, 68 in piedi, 1 di servizio)

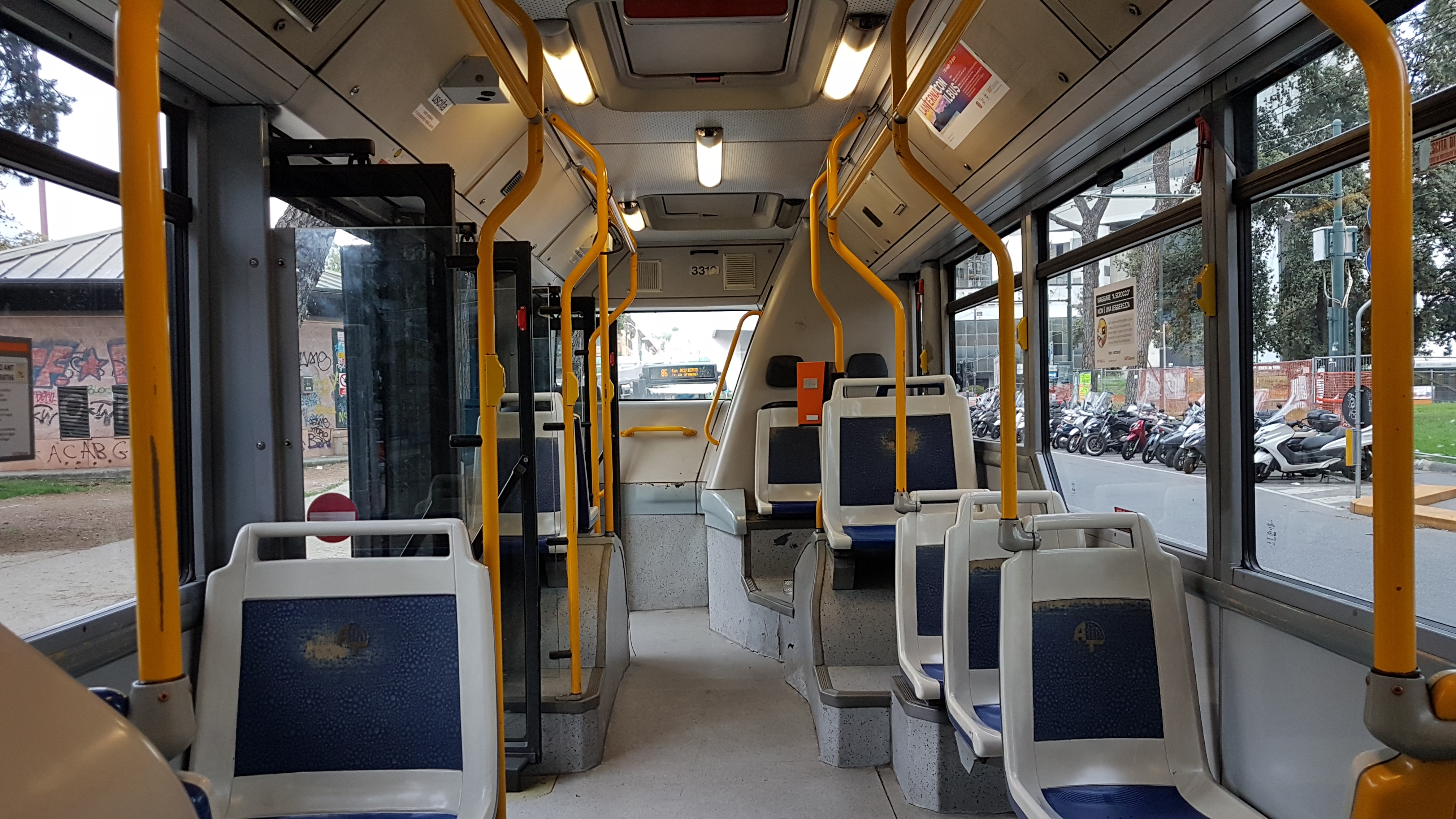
Interni 1 CAM Tango a Genova

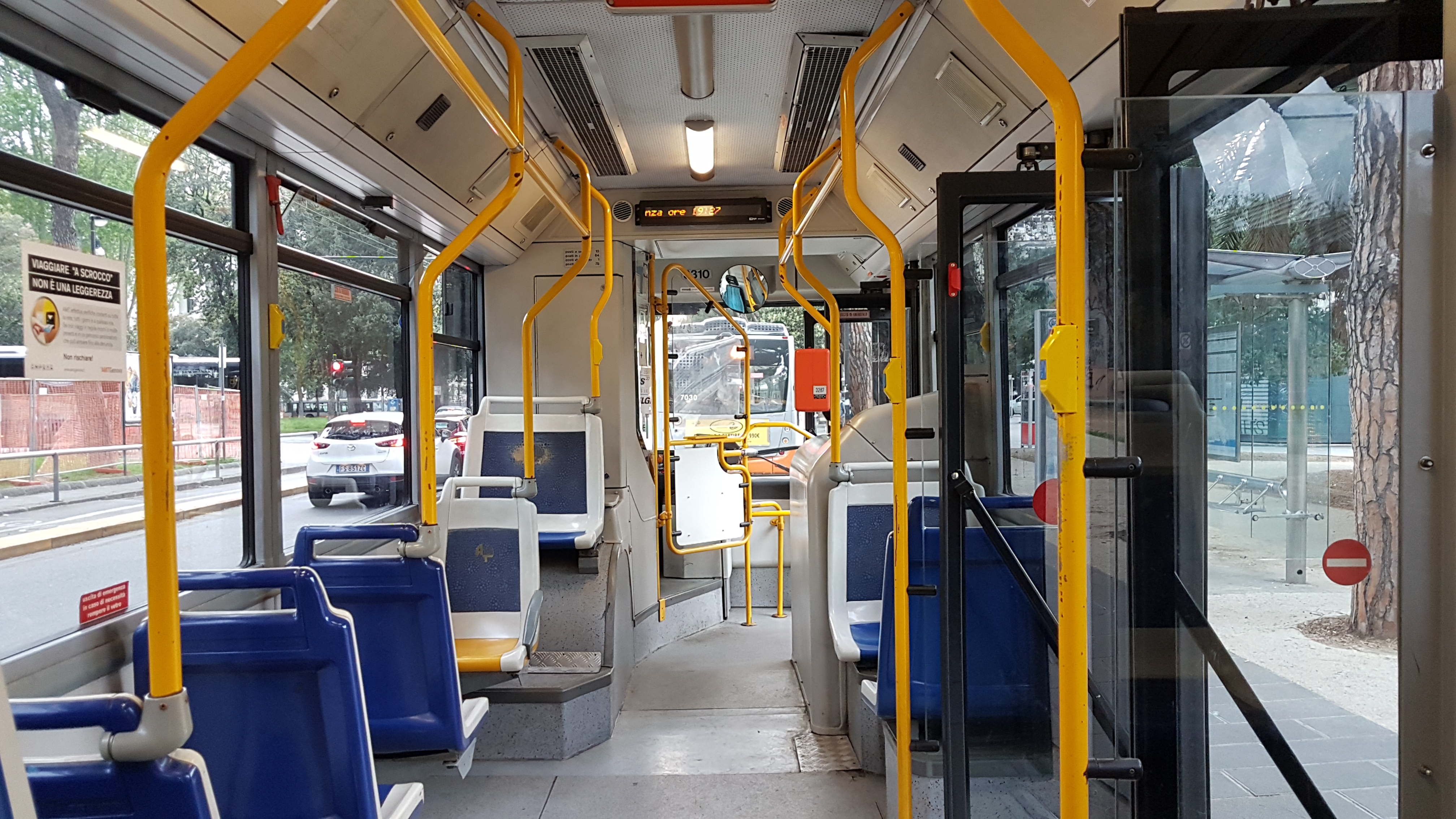
Interni 2 CAM Tango a Genova

## Diffusione
Il CAM Tango ha conosciuto una scarsa diffusione in Italia, dovuta principalmente alla critica situazione in cui l'Autodromo si ritrovava in quel periodo che l'ha portata al fallimento all'inizio del 2004; fermando la produzione di questo modello ad appena 51 esemplari. 
La commessa più consistente è stata nella città di Genova dove sono state acquistate tra dicembre 2002 e novembre 2003 ben 30 vetture (serie 3301÷3330) nella versione media da 9,7m per AMT Genova, per sostituire i vecchi Fiat 418. Commesse minori sono state realizzate in altre città del Nord/Centro Italia, nel particolare:
- 6 per Seatour Fiumicino, nella versione 10,4 m;
- 3 per Baltour Teramo, nella versione 9,7 m;
- 3 per La Panoramica Chieti, nella versione 10,4 m;
- 2 per SVT Vicenza, nella versione 9,7 m;
- 3 per Di Fonzo Lanciano, nella versione 10,4 m con l'eccezione della matricola "151" nella versione 9,7 m;
- 3 per GTT Torino, nella versione 10,4 m;
- 1 per Tivoli Roma. nella versione 9,7 m.

Nel corso degli ultimi anni, con la diffusione di nuovi modelli nel mercato, vari esemplari sono stati progressivamente radiati e sostituiti.
A Genova, dopo la riorganizzazione del parco mezzi a seguito della consegna dei nuovi Rampini Eltron, il 18 Febbraio 2025, la vettura "3321" in servizio sulla linea 82 da Brignole F.S. a Quezzi (con capolinea all'omonima Chiesa), ha terminato la sua carriera, decretando la fine dei Tango nel Capoluogo Ligure. A Marzo 2025, vengono ancora utilizzati solamente presso Baltour Teramo, dove da qualche mese sono stati acquistati e messi in servizio anche gli esemplari precedentemente circolanti presso La Panoramica.
La matricola "151" Di Fonzo Lanciano è il prototipo: quindi il primo esemplare prodotto e rappresentato (con una livrea inedita che richiama il noto ballo argentino) nel dépliant "Tango: la mobilità cambia passo", con il quale l'Autodromo ha presentato il nuovo modello alle aziende e al mercato vendite autobus. Alla consegna in azienda è stata adottata da subito la livrea societaria Di Fonzo; la particolarità è soprattutto estetica, in quanto differiscono dagli esemplari di serie alcuni particolari di carrozzeria soprattutto frontali e sulle griglie laterali e infine una particolare disposizione dell'illuminazione interna a richiamo dei passi del ballo.
Le matricole "3307" e "3312" AMT Genova sono tristemente note per essere state coinvolte e distrutte nel corso dell'alluvione del Rio Fereggiano che ha colpito Genova il 4 novembre del 2011; in quanto si trovavano proprio nella omonima via mentre espletavano servizio sulla linea 82 ritrovandosi in mezzo alla piena del fiume. I danni furono talmente gravi che le due vetture vennero demolite.
La matricola "3328" ex AMT Genova è stata preservata nel dicembre 2021 dall'associazione "Storicbus" come autobus d'interesse storico.